# Dochia (Neamț)
Pour les articles homonymes, voir Dochia.
Dochia est une commune roumaine du județ de Neamț, dans la région historique de Moldavie et dans la région de développement du Nord-Est.

## Géographie
La commune de Dochia est située au centre-est du județ, sur le plateau moldave, sur le cours inférieur de la rivière Cracău, non loin de son confluent avec la Bistrița, à 4 km au nord de Roznov et à 12 km à l'est de Piatra Neamț, le chef-lieu du județ.
La municipalité est composée des deux villages suivants (population en 1992) :
- Bălușești (159) ;
- Dochia (2 135), siège de la municipalité.

## Histoire
La commune de Dochia est née en 2003 de la séparation des villages de Dochia et Bălușești de la commune de Girov.

## Politique
| Période                                  | Période  | Identité                  | Étiquette | Qualité |
| ---------------------------------------- | -------- | ------------------------- | --------- | ------- |
| Les données manquantes sont à compléter. |          |                           |           |         |
|                                          | 2012     | Petru Mîndru              | PDL       |         |
| 2012                                     | 2016     | Iulian-Gheorghe Ciubotaru |           |         |
| 2016                                     | En cours | Constantin Păduraru       | PSD       |         |

| Parti | Parti                           | Sièges |
| ----- | ------------------------------- | ------ |
|       | Parti social-démocrate (PSD)    | 5      |
|       | Parti national libéral (PNL)    | 2      |
|       | Parti Mouvement populaire (PMP) | 4      |

## Démographie
On comptait en 2002 876 ménages dans la commune.
| 1992  | 2007  |
| ----- | ----- |
| 2 394 | 2 647 |

## Économie
L'économie de la commune repose sur l'agriculture et l'élevage.

## Communications

### Routes
Dochia se trouve à proximité de la route nationale DN15B Piatra Neamț-Roman.